# George Turner
George Turner (n. 2 de abril de 1841 - m. 29 de marzo de 1910) fue un destacado paisajista inglés que fue llamado el "John Constable de Derbyshire".

## Vida y obra
Tuner nació en Cromford, Derbyshire, Inglaterra en el Reino Unido, pero se mudó a Derby con su familia. Mostró un temprano talento para la música y el arte, animado por su padre Thomas Turner quien, no obstante, ser sastre era un apasionado del arte. Turner fue autodidacta deviniendo en maestro profesional de arte y pintura.
Turner vivió en Derbyshire toda su vida. En 1865 contrajo matrimonio con Eliza Lakin (1837 - 1900), dedicándo parte de su tiempo a trabajar en la granja Walnut en Barrow upon Trent y en criar a los cuatro hijos que tuvo. Después de la muerte de Eliza en 1900 se mudó a Kirk Ireton y contrajo nuevas nupcias con la artista Kate Stevens Smith (1871-1964) estableciendo su nuevo domicilio en Idridgehay, donde Turner murió en 1910. Su hijo William Lakin Turner (1867-1929) también llegó a ser un pintor de paisajes al óleo conocido.